# 名古屋市立女子短期大学
名古屋市立女子短期大学（なごやしりつじょしたんきだいがく、英語: Nagoya Municipal Women's College）は、愛知県名古屋市千種区北千種に本部を置いていた日本の公立短期大学である。

## 概観

### 大学全体
- 愛知県名古屋市千種区に所在した日本の公立短期大学で、設置主体は名古屋市。
- 国内で最初に認可された短期大学149校[注 1]の1校として、1950年に3学科体制で開学した[1]。以後、学科の増減なし。
- 太平洋戦争後に女子の高等教育充実を求める声を受けて設立された旧制女子専門学校を前身とする[注釈 2]し、学制改革に際して女子大学とする構想があったが、設置不認可により短期大学となった[注釈 2]。
- 1989年度まで英称をNagoya Municipal Women's Junior Collegeとしていた。
- 1995年度の入学生を最後に[注釈 3]、1997年に短期大学としての使命を終える[注釈 4]。

## 沿革
- 1947年
  - 4月 名古屋市立女子専門学校開校[注 2]。中区菊里町にあった名古屋市立第一高等女学校（のち、名古屋市立菊里高等学校）の敷地の一部を使用した[注釈 2]。
- 1949年
  - 10月 文部省[注釈 5]に短期大学[注 3]の設置認可に関する申請を行う[注 4]。なお、学科・専攻は以下の通りとなっている[注 5]。
    - 経済学科 入学定員40名
    - 被服学科 入学定員40名
    - 生活学科 入学定員40名
- 1950年
  - 3月14日 左記を以て短期大学の設置が文部省[注釈 5]より認可される[注 6]。
  - 4月1日 左記を以て名古屋女子短期大学が以下の学科体制にて開学[注 7]。
    - 経済学科→経済科 入学定員40名
    - 被服学科→被服科 入学定員40名
    - 生活学科→生活科 入学定員40名

  - 12月1日 名古屋市立女子短期大学と改名される[17]。
- 1951年
  - 4月 校地を北区志賀町[注 8]へ移転[注釈 2]。
- 1952年
  - 4月1日 以下、入学定員増あり[注 9]。
    - 生活科 40→50
    - 被服科 40→80
- 1954年
  - 5月1日 学生数[20]/定員
    - 被服科 164[注釈 6]/160
    - 生活科 100[注釈 6]/100
    - 経済科 88[注釈 6]/80
- 1961年
  - 4月1日 以下、入学定員増あり[21]。
    - 生活科 50→100

  - 5月1日 学生数[22]/定員
    - 被服科 178[注釈 6]/160
    - 生活科 150[注釈 6]/150
    - 経済科 100[注釈 6]/80
- 1962年
- 5月1日 学生数[23]/定員
  -     - 被服科 177[注釈 6]/160
    - 生活科 196[注釈 6]/200
    - 経済科 100[注釈 6]/80
- 1963年
  - 4月1日
    - 以下、入学定員増あり[24]。
      - 経済科 40→80

    - 校地を中区菊里町[注 10]へ移転[注釈 2]。

  - 5月1日 学生数[25]/定員
    - 被服科 180[注釈 6]/160
    - 生活科 ？[注 11]/200
    - 経済科 140[注釈 6]/120
- 1964年
  - 5月1日 学生数[26]/定員
    - 被服科 192[注釈 6]/160
    - 生活科 209[注釈 6]/200
    - 経済科 193[注釈 6]/160
- 1970年
  - 9月 校地を千種区北千種町字愛宕[注 12]へ移転[注釈 2]。
- 1985年
  - 5月1日 学生数[27]/定員
    - 被服科 162[注釈 6]/160
    - 生活科 201[注釈 6]/200
    - 経済科 160[注釈 6]/160
- 1986年
  - 5月1日 学生数[28]/定員
    - 被服科 162[注釈 6]/160
    - 生活科 203[注釈 6]/200
    - 経済科 161[注釈 6]/160
- 1987年
  - 5月1日 学生数[29]/定員
    - 被服科 161[注釈 6]/160
    - 生活科 203[注釈 6]/200
    - 経済科 155[注釈 6]/160
- 1992年
  - 5月1日 学生数[注 13]/定員
    - 被服科 153[注釈 6]/160
    - 生活科 202[注釈 6]/200
    - 経済科 172[注釈 6]/160
- 1995年
  - 4月1日 この年度で短期大学としての学生募集を最終とする[注釈 3]。
  - 5月1日 学生数[32]/定員
    - 被服科 166[注釈 6]/160
    - 生活科 198[注釈 6]/200
    - 経済科 166[注釈 6]/160
- 1996年
  - 5月1日 学生数[33]/定員
    - 被服科 84[注釈 6]/80
    - 生活科 93[注釈 6]/100
    - 経済科 85[注釈 6]/80
- 1997年
  - 3月31日 左記をもって正式に廃止となる[注釈 4]。

## 基礎データ

### 所在地
- 愛知県名古屋市千種区北千種二丁目1番10号[注釈 1]

## 教育および研究

### 組織

#### 学科
- 経済科 入学定員80名[注釈 7]
- 生活科 入学定員100名[注釈 7]
- 被服科 入学定員80名[注釈 7]

#### 専攻科
- なし

#### 別科
- なし

#### 取得資格について
資格
- 栄養士資格：生活科栄養コースにて設置されていた。

教職課程
- 概ね1988年度入学生までを対象に、中学校教諭二級免許状の課程が設けられていた[注 14]。なお設置されていた教科は以下のものとなっている。
  - 社会：経済科
  - 家庭
    - 生活科（生活コース・栄養コース）
    - 被服科

  - 保健
    - 生活科生活コース
    - 被服科

  - 職業：経済科
- 当初は中学校教諭ほか高等学校教諭免許状の教職課程を併設[37]。
  - 商業：経済科
  - 家庭・保健
    - 生活科（生活コース・栄養コース）
    - 被服科

#### 附属機関
- 生活文化研究センター：生活の科学化について総合的かつ学際的に研究を行うことをねらいに1989年に設置された。

### 研究
- 『名古屋市立女子短期大学研究紀要』[38]
- 『名古屋市立女子短期大学女性問題資料室所蔵女性問題関係・図書・文献解題目録』[39]
- 『生活文化研究』[40]

## 学生生活

### 部活動・クラブ活動・サークル活動
- 名古屋市立女子短期大学で活動していたクラブ活動[41]
  - 体育系：フィギュアスケート・バスケットボール・バレーボール・バドミントン・卓球・テニス・ワンダーフォーゲル・フォークダンスほか
  - 文化系：ユースホステル・写真・華道・漫画・茶道・合唱・ギターマンドリン・フォークソング・クイズ研究会ほか

### スポーツ
- 中部公立短期大学交歓競技会へ参加していた。

## 大学関係者と組織

### 大学関係者
歴代学長
- 大町文衛
- 安川悦子

### 出身者
- 角令子：NHKアナウンサー
- 河添恵子：ノンフィクション作家

## 施設

### キャンパス内
- 設備：図書館棟・講義管理棟・実験実習棟・体育館・福利厚生棟・クラブハウス・駐車場・運動場・テニスコートなどがあった。

### キャンパス外
- 長野県茅野市に「蓼名荘（りょうめいそう）」と称した野外教育施設があった。

### 寮
- 名古屋市立女子短期大学には学生寮はなく、学生部から貸間またはアパートの斡旋があった。

## 対外関係

### 系列校
- 名古屋市立大学
- 名古屋市立保育短期大学
- 名古屋市立大学看護短期大学部